# Kostelecká rovina
Kostelecká rovina je geomorfologický okrsek ve střední části Mělnické kotliny, ležící v okresech Mělník a Praha-východ ve Středočeském kraji.

## Poloha a sídla
Území okrsku leží zhruba mezi městem Neratovice (na severozápadě) a obcemi Záryby (na severovýchodě), Polerady (na jihu) a Mratín (na jihozápadě). Větší částí leží uvnitř okrsku město Kostelec nad Labem, podle kterého je okrsek pojmenován.

## Geomorfologické členění
Okrsek Kostelecká rovina (dle značení Jaromíra Demka VIB–3C–6) náleží do celku Středolabská tabule a podcelku Mělnická kotlina.
Podrobnější členění Balatky a Kalvody okrsek Kostelecká rovina nezná, uvádí pouze 3 jiné okrsky Mělnické kotliny (Lužecká kotlina, Staroboleslavská kotlina a Všetatská pahorkatina). Zato uvádí podokrsek Kostelecká kotlina.
Demkova Kostelecká rovina sousedí s dalšími okrsky Středolabské tabule: Labsko-vltavská niva na severu a východě, Vojkovická rovina na severozápadě, Kojetická pahorkatina na západě a jihu.